# بیل مک‌کینی
بیل مک‌کینی (انگلیسی: Bill McKinney؛ ۱۲ سپتامبر ۱۹۳۱ – ۱ دسامبر ۲۰۱۱) هنرپیشه و خواننده اهل ایالات متحده آمریکا بود. وی بین سال‌های ۱۹۶۷ تا ۲۰۱۱ میلادی فعالیت می‌کرد.
از فیلم‌هایی که وی در آن نقش داشته است، می‌توان به نمای پارالاکس، اولین خون، بمب‌افکن کانزاس‌سیتی، ریشخند، تکس و رهایی اشاره کرد.